# Sceliphron jamaicense
Sceliphron jamaicense là một loài côn trùng cánh màng trong họ Sphecidae, thuộc chi Sceliphron. Loài này được Fabricius miêu tả khoa học đầu tiên năm 1775.